# تاريخ السجائر في الأردن
يحتل الأردن المرتبة الثالثة عالميا في قائمة أسوأ الدول من ناحية انتشار التدخين. تأسس أول معمل لصناعة الدخان في الأردن عام 1924م. كانت شركات التبغ تنتج السجائر المصنوعة من الدخان التركي، وكان المدخنون يستسيغون هذا النوع من التبغ، إلى أن جاءت الحرب العالمية الثانية وتغير مذاق المدخنين فتحولوا إلى تدخين السجائر المصنوعة من التبغ الفرجيني، بحيث أصبح حوالى 99 بالمئة من مدخني [الأردن] يفضلون السيجارة الفرجينية. وهذا اقتضى بطبيعة الحال توجه المزارعين الأردنيين لزراعة التبغ الفرجيني.

## تاريخ
- تأسس أول معمل لصناعة السجائر في عمان سنة 1924 عندما قامت شركة قرمان ديك وسلطي وشركاهم بتأسيسه. وكان لهذه الشركة معمل مماثل في فلسطين. ثم أسس السيد مصطفى الشرباتي مع فريق من المتمولين الأردنيين معملاً ثانياً في عمان لصنع السجائر سنة 1925م تحت اسم شركة شرباتي وشركاهم. حتى استحوذت شركة قرمان ديك وسلطي سنة 1929م على شركة شرباتي وشركاهم، وأصبح اسم الشركة الجديدة شركة دخان وسجائر الشرق العربي الوطنية المساهمة.
- في سنة 1930م أسس بعض المتمولين في عمان شركة ثانية لصنع السجائر برأس مال قدره اثنا عشر ألف [جينه فلسطيني] وأطلقوا على هذه الشركة اسم شركة التبغ والسجائر الأردنية المساهمة.
- عام 1961م كان في الأردن ثلاث شركات لصنع السجائر هي:

1. شركة التبغ والسجائر الأردنية المساهمة، عمان.
2. شركة الدخان والسجائر الوطنية المساهمة المحدودة، عمان (سابقاً شركة دخان الشرق العربي الوطنية المساهمة).
3. شركة صنصور ومركزها بيت لحم.[2]

- في 2015م نجد 17 شركة مسجلة في غرفة صناعة عمان تحت تصنيف «سجائر»، عدد آخر تحت تصنيفات أخرى مثل «معسل، تمباك...».[3]